# 巴尼奥洛因皮亚诺
巴尼奥洛因皮亚诺（義大利語：Bagnolo in Piano），是意大利雷焦艾米利亚省的一个市镇。总面积26平方公里，人口9519人，人口密度366.1人/平方公里（2009年）。ISTAT代码为035002。